# Melampsora caprearum
Melampsora caprearum är en svampart som beskrevs av Thüm. 1879. Melampsora caprearum ingår i släktet Melampsora och familjen Melampsoraceae.   Inga underarter finns listade i Catalogue of Life.